# Пета страна света (ТВ филм)
„Пета страна света” је југословенски ТВ филм из 1965. године. Режирао га је Јован Коњовић а сценарио је написао Брана Црнчевић.

## Улоге
| Глумац                | Улога |
| --------------------- | ----- |
| Татјана Бељакова      | Тања  |
| Зоран Радмиловић      | Зоки  |
| Младен Бранђолица     |       |
| Данило Бата Стојковић |       |
| Борис Андрушевић      |       |